# 艾柯黛·艾力
艾柯黛·艾力（2000年6月12日—），新疆吐鲁番人，中国女子足球运动员，司职中场，首位拿到中国女子足球超级联赛职业合同的新疆球员，目前效力于女超联赛的长春大众置业。

## 生平
8岁时凭借出众的踢球技术被选拔至乌鲁木齐市第五小学进行足球有关的学习、训练。2011年，新疆青少年足球联赛中代表吐鲁番小学女子足球队出战，以9粒进球获得最佳射手。2018年，签约长春女足，成为首位拿到中国女子足球超级联赛职业合同的新疆球员。2015年，入选中国U14参加亚足联U-14女足（东亚区）锦标赛，也是当时新疆唯一入选球员。